# Arie van Vliet
Arie Gerrit van Vliet (né le 18 mars 1916 et mort le 9 juillet 2001 à Woerden) est un coureur cycliste néerlandais. Spécialiste de la vitesse sur piste, il a été champion du monde de cette discipline à trois reprises chez les professionnels. Il a également remporté la médaille d'or du kilomètre aux Jeux olympiques de 1936 à Berlin.

## Biographie
Van Vliet fait parler de lui une première fois au niveau international en 1934. Alors qu'il a 18 ans, il obtient une médaille d'argent aux championnats du monde amateurs sur piste. Aux Jeux olympiques de Berlin, il décroche la médaille d'or du kilomètre contre-la-montre, et l'argent en vitesse individuelle à l'issue d'une finale controversée. Il est en effet gêné par l'Allemand Toni Merkens. Celui-ci reçoit une amende mais n'est pas disqualifié et est déclaré vainqueur.
En 1938, Arie van Vliet acquiert son premier titre mondial en vitesse. Il bat en finale le sextuple champion Jef Scherens. Un an plus tard, ils se retrouvent en finale à Milan et chutent tous les deux. La finale est reportée. Le lendemain, la Seconde Guerre mondiale éclate et le championnat est annulé.
Comme la plupart de ses collègues, Van Vliet continue la compétition pendant la guerre. Il remporte au total 15 titres de champion des Pays-Bas. Il bat quatre fois le record en contre-la-montre. En 1948, il est de nouveau champion du monde en battant le Français Louis Gérardin. En 1953, il conquiert son troisième titre mondial à Zurich face à l'Italien Enzo Sacchi. Il est élu sportif néerlandais de l'année.
Quatre ans plus tard, Arie van Vliet atteint à nouveau la finale des championnats du monde, à 41 ans. Il est cependant battu par son ami Jan Derksen. Cette année-là, il met fin à sa longue carrière. Reconnu comme un fin tacticien, il a reçu le surnom de «  professeur du cyclisme ».
Arie van Vliet meurt le 9 juillet 2001, à 85 ans, six mois après sa femme Miep.

## Palmarès

### Jeux olympiques
- Berlin 1936
  -  Champion olympique du kilomètre
  -  Médaillé d'argent de la vitesse

### Championnats du monde
- Zurich 1936
  -  Champion du monde amateur de la vitesse
- Copenhague 1937
  -  Médaillé d'argent de la vitesse
- Amsterdam 1938
  -  Champion du monde de la vitesse
- Zurich 1946
  -  Médaillé de bronze de la vitesse
- Amsterdam 1948
  -  Champion du monde de la vitesse
- Copenhague 1949
  -  Médaillé de bronze de la vitesse
- Rocourt 1950
  -  Médaillé d'argent de la vitesse
- Zurich 1953
  -  Champion du monde de la vitesse
- Cologne 1954
  -  Médaillé d'argent de la vitesse
- Milan 1955
  -  Médaillé de bronze de la vitesse
- Rocourt 1957
  -  Médaillé d'argent de la vitesse

### Championnats nationaux
- 13 titres de champion des Pays-Bas de la vitesse (1937-1942, 1945-1948, 1950-1951, 1956)
- 2 titres de champion des Pays-Bas des 50 km (1946 et 1955)

### Grands Prix
- Grand Prix du Conseil municipal : 1942 et 1947
- Grand Prix de Bordeaux : 1941 et 1949

## Distinctions
- Sportif néerlandais de l'année : 1953
- Cycliste néerlandais de l'année : 1955
- En 2002, Arie van Vliet fait partie des coureurs retenus dans le Hall of Fame de l'Union cycliste internationale[1].